# Milan Gajić (Fußballspieler, 1986)
Milan Gajić (* 17. November 1986 in Kruševac) ist ein ehemaliger serbischer Fußballspieler.

## Karriere
Der Serbe begann seine Profikarriere bereits in der Saison 2003/04 beim FK Napredak Kruševac und spielte in der 2. Jahreshälfte 2007 auf Leihbasis für den portugiesischen Erstligisten Boavista Porto. Im Sommer 2008 wechselte Gajić zum Schweizer Erstligisten FC Luzern, zur folgenden Saison schloss sich der Freistoß-Spezialist dem Ligakonkurrenten FC Zürich an. Während der Spielzeit 2009/10 bestritt er sechs Partien in der Gruppenphase der Champions League und konnte beim 1:1 gegen den AC Mailand ein Tor erzielen.
Auf die Saison 2013/14 wechselte Gajić zum BSC Young Boys nach Bern. Im Juni 2017 gab der Verein bekannt, dass man den noch ein Jahr laufenden Vertrag in gegenseitigem Einvernehmen auflöse und Gajić zum FC Vaduz wechseln werde. Dort gewann er bisher dreimal den Liechtensteiner Cup und stieg zur Saison 2020/21 in die Super League auf. Im Mai 2024 gab er bekannt, seine Karriere auf Saisonende zu beenden. Bei den Liechtensteinern hatte er über 200 Pflichtspiele absolviert.

## Erfolge
- Liechtensteiner Cup 2018, 2019, 2022